# Wrenn Schmidt
Melinda Wrenn Schmidt (Lexington, Carolina del Sur, Estados Unidos; 18 de febrero de 1983) es una actriz estadounidense. Es conocida por su papel como Margo Madison en la sobresaliente sci-fi de AppleTV+ For All Mankind, así como por otros trabajos televisivos como Julia Sagorsky en la serie dramática de época Boardwalk Empire (2012–2013), como Kate en la serie dramática de espías The Americans (2014), como la Dra. Iris Campbell en la serie de suspenso Person of Interest (2014–2016) y como Megan Holter en la serie de terror Outcast (2016–2018). Sus papeles cinematográficos incluyen la película de terror Preservation (2014), el drama biográfico I Saw the Light (2015), la película de guerra 13 Hours: The Secret Soldiers of Benghazi (2016) y la comedia romántica, The Good Catholic (2017).

## Primeros años
Schmidt nació en Lexington, Carolina del Sur. Su padre es profesor de biología y su madre es ex dietista. Ella es de ascendencia europea mixta: alemana de su padre, pero también inglesa, escocesa-irlandesa, polaca y austríaca, entre otras. Asistió a la escuela secundaria de artes y humanidades en Greenville, y se graduó de su clase de teatro en 2001. Luego asistió a la Escuela de Arte Meadows de la Universidad Metodista del Sur en University Park (Texas), y se graduó con honores en 2005 con una Licenciatura en Bellas Artes en estudios de Teatro e Historia. Participó en la obra de George F. Walker, Heaven, en el Teatro Kitchen Dog de Dallas en 2003. Schmidt se mudó a la ciudad de Nueva York para hacer pasantía en una compañía de teatro off-Broadway y tuvo tres trabajos cuando comenzó a hacer audicionar para papeles como actriz.

## Carrera
Schmidt fue elegida por primera vez para Crazy for the Dog en 2006 por el Repertorio Jean Cocteau. Se desempeñó como suplente en una gira nacional de ¿Quién teme a Virginia Woolf? de Edward Albee, protagonizada por Bill Irwin y Kathleen Turner y dirigida por Anthony Page. El papel la llevó a encontrar un agente de talentos y sus primeras apariciones en televisión fueron en Law & Order de la cadena NBC y 3 lbs de la cadena CBS en 2006. Apareció en el papel principal de Sive en el Teatro Irish Repertory en 2007, y luego fue suplente en una reposición de Come Back, Little Sheba en Broadway. En 2009, Schmidt apareció off-Broadway en el Teatro Harold Clurman como Cleopatra en César y Cleopatra, en el Teatro Cherry Lane en Jailbait, y regionalmente en Proof en Cape May Stage.
En 2010 apareció en Client 9: The Rise and Fall of Eliot Spitzer, interpretando a una prostituta que se negó a aparecer ante la cámara. Ese año tuvo papeles en Mercy de la NBC y en la obra Phantom Killer, sobre los asesinatos de Texarkana Moonlight de 1946. Schmidt hizo su debut cinematográfico en Our Idiot Brother, una comedia dramática protagonizada por Paul Rudd, Elizabeth Banks y Zooey Deschanel, que se estrenó en el Festival de Cine de Sundance de 2011. También participó en la obra Be a Good Little Widow en el Teatro Ars Nova, y en Temporal Powers de Teresa Deevy en el Teatro Mint de Manhattan en 2011. En 2012, Schmidt se convirtió en un personaje recurrente del drama criminal de HBO acerca de la época de prohibición, Boardwalk Empire, interpretando a Julia Sagorsky. También interpretó a Ruth Atkins en la obra de Eugene O'Neill, Beyond the Horizon, en el Teatro Irish Repertory.
Schmidt regresó al Teatro Mint en 2013 para interpretar al personaje principal en Katie Roche de Teresa Deevy, y protagonizó, junto a John Turturro, el papel de Hilde Wangel en The Master Builder de Henrik Ibsen en el Teatro Harvey. Tuvo varios papeles recurrentes en televisión en 2014. Interpretó a Kate, una manejadora de agentes secretos de la KGB, en The Americans, durante seis episodios. También interpretó a Jenna Olson en Tyrant y a la Dra. Iris Campbell en Person of Interest. Schmidt actuó junto a Aaron Staton y Pablo Schreiber en la película de terror y suspenso de 2014 Preservation, que fue dirigida por Christopher Denham y se estrenó en el Festival de cine de Tribeca. En el 2015 interpretó a Bobbie Jett en la película biográfica de Hank Williams I Saw the Light, protagonizada por Tom Hiddleston y Elizabeth Olsen.
En 2016, Schmidt tuvo un papel junto a John Krasinski en la película de Michael Bay 13 Hours: The Secret Soldiers of Benghazi, que retrata el ataque de Bengasi de 2012 en Libia. También se unió al elenco principal de la serie dramática de Cinemax, Outcast, basada en una novela gráfica de Robert Kirkman sobre posesión demoníaca. Schmidt apareció con Danny Glover y John C. McGinley en la comedia romántica independiente, The Good Catholic.

## Filmografía

### Cine
| Cine | Cine                                      | Cine             | Cine  |
| Año  | Título                                    | Rol              | Notas |
| ---- | ----------------------------------------- | ---------------- | ----- |
| 2010 | The Necklace                              | Elizabeth        | Corto |
| 2011 | Javelina                                  | Katie            |       |
| 2011 | Our Idiot Brother                         | Beth             |       |
| 2013 | How to Follow Strangers                   | Shelly           |       |
| 2014 | Preservation                              | Wit Neary        |       |
| 2014 | Mary and Louise                           | Marlene Dietrich | Corto |
| 2015 | I Saw the Light                           | Bobbie Jett      |       |
| 2016 | 13 Hours: The Secret Soldiers of Benghazi | Becky Silva      |       |
| 2016 | The Good Catholic                         | Jane             |       |
| 2023 | The Starling Girl                         | Heidi Starling   |       |

### Televisión
| Televisión    | Televisión                                   | Televisión            | Televisión                                                            |
| Año           | Título                                       | Rol                   | Notas                                                                 |
| ------------- | -------------------------------------------- | --------------------- | --------------------------------------------------------------------- |
| 2006          | Law & Order                                  | Jill Cariglia         | Episodio: «Release»                                                   |
| 2006          | 3 lbs                                        | Female Student        | Episodio: «Heart Stopping»                                            |
| 2010          | Mercy                                        | Sarah                 | Episodio: «Can We Talk About the Gigantic Elephant in the Ambulance?» |
| 2010          | Client 9: The Rise and Fall of Eliot Spitzer | Angelina              | Documental                                                            |
| 2011          | Body of Proof                                | Rena Talbot           | Episodio: «Missing»                                                   |
| 2012          | Blue Bloods                                  | Anna Goodwin          | Episodio: «Mother's Day»                                              |
| 2012–13       | Boardwalk Empire                             | Julia Sagorsky Harrow | Papel recurrente                                                      |
| 2014          | The Americans                                | Kate                  | Papel recurrente                                                      |
| 2014          | Tyrant                                       | Jenna Olson           | Papel recurrente                                                      |
| 2014          | Unforgettable                                | Vicki Wilson          | Episodio: «Admissions»                                                |
| 2014–16       | Person of Interest                           | Dr. Iris Campbell     | Papel recurrente                                                      |
| 2016–18       | Outcast                                      | Megan Holter          | Papel principal                                                       |
| 2018          | The Looming Tower                            | Diane Marsh           | Papel principal                                                       |
| 2018          | Elementary                                   | Ellory                | 2 episodios: («You've Come a Long Way, Baby»; «Their Last Bow»)       |
| 2019–presente | For All Mankind                              | Margo Madison         | Papel principal                                                       |